# طبیعت خود را در برابر دانش برهنه می‌کند

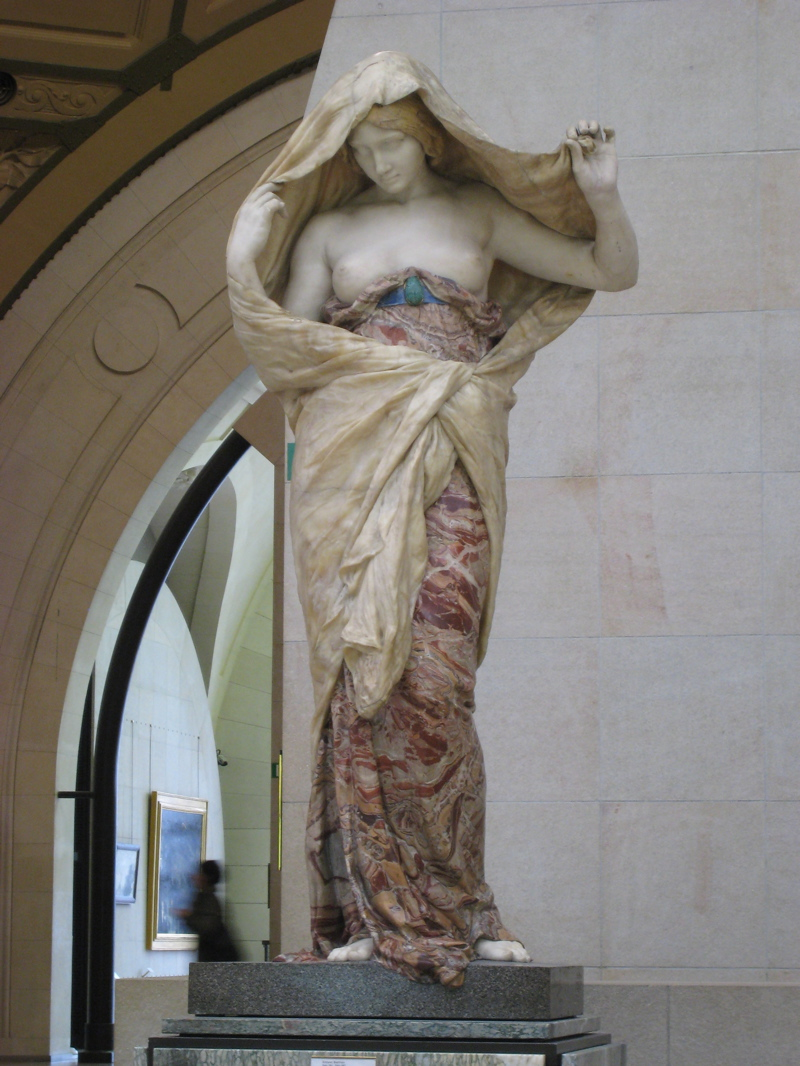
نسخهٔ اصل مجسمه در موزه اورسی

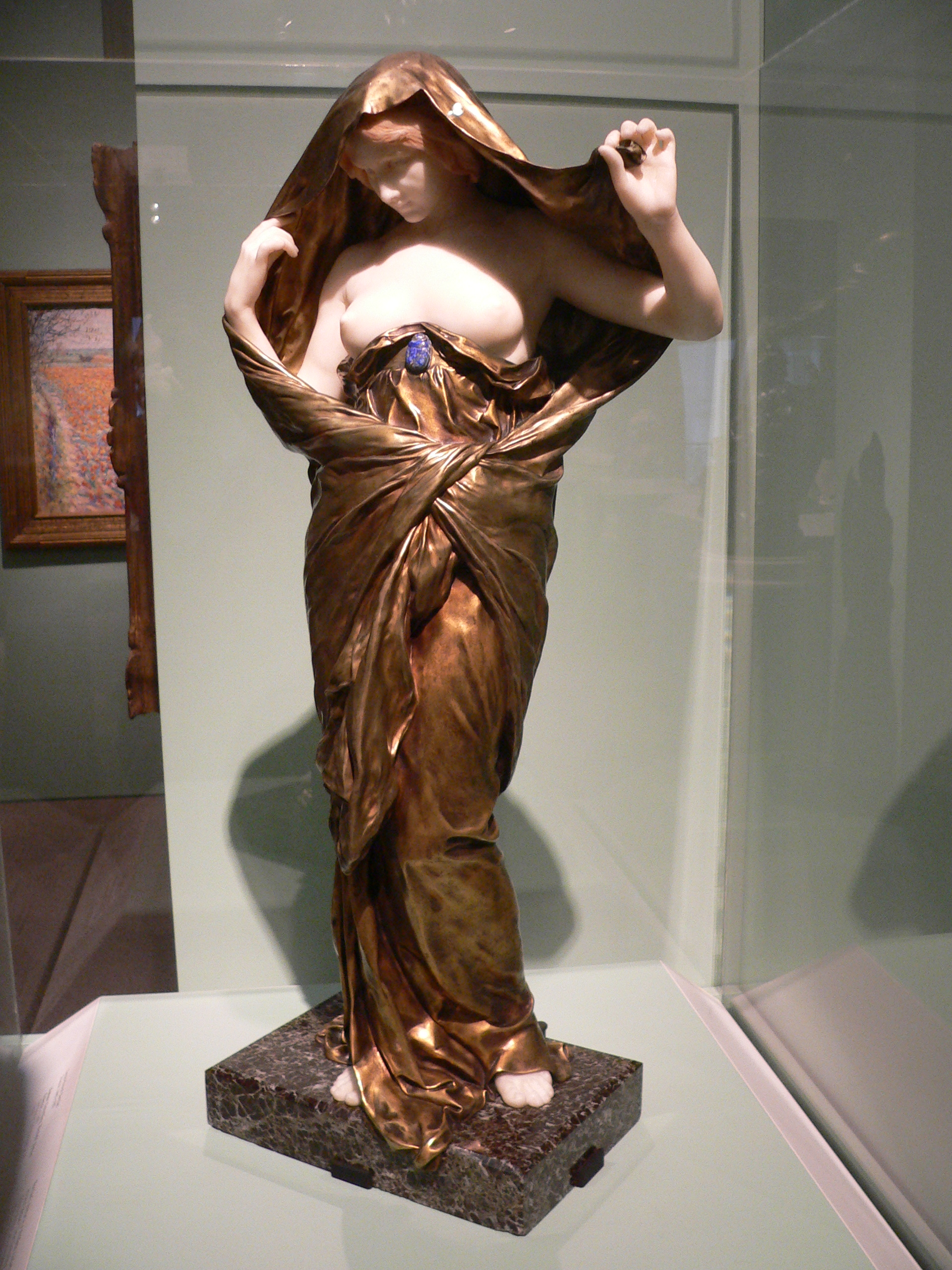
یک کپی از مجسمه از جنس برنز طلاکاری شده، مرمر چند رنگ و لاجورد

طبیعت خود را در برابر دانش برهنه می‌کند (La Nature se dévoilant à la Science) یک مجسمه تمثیلی ایجاد شده در سال ۱۸۹۹ در سبک هنر نو توسط لویی ارنست باریاس است. این مجسمه از زنی - به نشانهٔ طبیعت- است که در حال برداشتن حجاب خود و نمایان کردن سینه‌های برهنه و صورتش است. این مجسمه که در موزه اورسی قرار دارد به سفارش کنسرواتوار ملی هنر متیه ساخته شد. در زیر حجاب، طبیعت لباسی به تن دارد که توسط مجسمهٔ یک کلوخ کوب نگه داشته شده‌است. فیگور مجسمه از مرمر ساخته شده و لباسش از جنس عقیق الجزایر و کلوخ کوب از جنس مرمر سبز است. مجسمه با دیگر ابزار نیز بازسازی شده‌است.
مورخان دانش لورن دستون و پیتر گالیسون معتقدند که مجسمه «تلفیقی است از استعاره ای باستانی از حجاب آیسیس، با این تفسیر که طبیعت، میل به پنهان کردن اسرار خود دارد، و فانتزی مدرن از طبیعت (زن) که با رغبت در برابر دانشمند (مرد) خود را برهنه می‌کند». بنا به نظر کارولین مرچنت، مورخ علمی، این مجسمه سمبل تحول مفاهیم طبیعت است که با انقلاب علمی ظهور کردند: «او [طبیعت] از یک معلم فعال و یک سرپرست تبدیل به یک جسد بی‌فکر و سلطه پذیر شد.» در یک نظر مشابه زیست‌شناس و مقاله‌نویس جرالد وایسمن به شباهت بین شکل ایستادن طبیعت مطرح در مجسمهٔ باریاس و فیگور مرکزی در نقاشی دکتر پاینل دیوانه را از زنجیر باز می‌کند توسط تونی رابرت-فلوری ئر سال ۱۸۷۶ که یک بیمار مرخص شده از یک تیمارستان را نشان می‌دهد که " ظاهر جدا افتادهٔ یک گمشده " را دارد، اشاره می‌کند. منتقد ادبی الین شوالتر یک همراه مرد را برای مجسمه را در ظاهر مردی متصور می‌شود که « کاملاً لباس پوشیده‌است با نگاهی بی‌روح، مستقیم و تیز. نگاهی نفوذپذیر از هوش و سلطهٔ جنسی» را داراست.